# Charles Madoux
Charles Madoux (Bruxelles, le 10 août 1874 - Auderghem, le 24 août 1929) est un homme politique belge.

## Biographie
Son père, Alfred-Casimir Madoux, était né à Tournai, le 29 mars 1838. En 1869, il épousa Marie Gomrée. Le couple Madoux-Gomrée eut trois filles et quatre fils dont le troisième, Charles. En 1878, Alfred succéda à son père à la direction de L'Étoile belge, un journal (tirage important à l'époque : 53 000 ex.) bien connu dont le siège était établi à Bruxelles.
La même année, il créa les brasseries Chasse Royale, et acheta le château Les Orchidées situé à l’actuelle chaussée de Tervueren.
Son fils, Charles Madoux devint, le 31 décembre 1903, le sixième bourgmestre d’Auderghem, jusqu’aux élections suivantes, en 1907.
À la mort de son père le 26 juin 1904, il reprit la direction de la brasserie de la Chasse Royale. Il dirigeait en même temps une pépinière établie rue de la Chasse Royale aux nos 12 et 14 de l'époque.
Charles Madoux cultivait également des orchidées et s’était assuré une belle réputation dans ce domaine. Sa pépinière était située dans les environs immédiats de la Chasse Royale, le long de la ligne de chemin de fer Halle-Vilvoorde. Il était fort apprécié dans la commune et avait une stature de colosse.
Charles Madoux épousa Marguerite Brassine le 28 novembre 1908 à Auderghem. Elle était la petite fille de l’ancien lieutenant-général et ministre de la Guerre Jacques-Joseph Brassine. Le ménage Madoux-Brassine habitait juste en face de la brasserie, sur la chaussée de Wavre, à hauteur de la rue Adolphe Keller.
La commune d'Auderghem a donné son nom à une avenue.
Il est inhumé à Auderghem.

## Fonctions politiques
- 1904 - 1907 : Bourgmestre d'Auderghem